# Tourism (Roxette-album)
A Tourism: Songs from Studios, Stages, Hotelrooms & Other Strange Places című album a svéd Roxette 4. stúdióalbuma, melyet az EMI kiadó 1992. augusztus 28-án jelentetett meg. Annak ellenére, hogy gyakran "live" albumként emlegetik az albumot, a Roxette "turné albumként" írja le a lemezt, mondván a zenék nagy részét stúdiókban rögzítették, melyeket élő felvételek is színesítenek. A "Join' the Joyride" turné alatt rögzített felvételekből három élő koncertfelvételt tartalmaz az album, míg egy másik dal São Paulo egyik klubjában került rögzítésre. Két dalt a Buenos Aires "Alvear Palace Hotel-ben rögzítettek.
Az album kiadásakor vegyes véleményezést kapott az amerikai kritikusoktól az album koncepciója miatt, mivel sokan úgy voltak vele, hogy csak öt korábban ki nem adott dalt tartalmaz az album. A Billboard 200-as listán is csupán a 117. helyig sikerült jutni, és megközelítőleg 275 000 példányt sikerült értékesíteni az albumból. Ez messze elmaradt előző albumuk a Joyride milliós eladott példányszámától. Ennek ellenére az album sikeres volt, Európában, és számos országban is, így platina státuszt kapott. 2001 óta az albumból több mint 6 millió példányt adtak el világszerte.

## Előzmények és felvételek
Az albumot turné albumként jegyzi a duó, nem élő albumként írja le. Az albumon lévő dalokat a zenekar különféle helyszíneken rögzítette a "Join' the Joyride turné során. Az együttes ötlete volt, hogy a dalokat különféle helyszíneken, a világ különböző részein rögzítse. Az album számos élő felvételt tartalmaz, köztük a The Look, és a Joyride című dalokat, melyeket Sydneyben, rögzítettek 1991. december 13-án, valamint a "Things Will Never Be The Same" akusztikus változata is helyet kapott az albumon, melyet 1991. novemberben rögzítettek a Zürichi koncerten. A chilei Santiagoban, a San Carlos Stadionbeli fellépés során az It Must Have Been Love című élő változat is szerepel az albumon, melynek introját felhasználták a dal új stúdiófelvételének bevezetőjeként. Ezt a változatot az Ocean Way Recording Stúdióban 1992. márciusában vették fel k.d. lang gitárossal, és Greig Leisz zenésszel, aki pedálos gitárt használt a felvétel során. Egy másik dalt is rögzítettek, a "The Heart Shaped Sea" címűt, melyben Leisz szintén szerepel.
A duó több zeneszámot is rögzített 1992. májusában Latin-Amerikai koncertjük során. Két dalt Brazíliában rögzítettek. Az albumról kimásolt 3. Fingertips '93 című dalt a Nas Nuvens Record Stúdióban vettek fel Rio de Janeiroban. A "Never Is a Long Time" című dalt egy üres éjszakai klubban rögzítettek São Pauloban. A "Here Comet the Weekend" és a "So Far Away" új változatát, melyet eredetileg 1986-ban már jelentettek, és a Pearls of Passion című debütáló albumon hallható, élőben vették fel az Alvear Palace Hotel 603.-as szobájában Buenos Airesben. 1992. május 4-én szintén rögzítettek két korábban már kiadott dalt, melyből az egyik a "Silver Blue" mely eredetileg az 1988-as The Look kislemezének B. oldalán szerepel, valamint a "Come Back (Before You Leave)" című dal, mely a "Joyride" kislemezen jelent meg 1991-ben.
A dalok többségének alapjai már az EMI Stúdióban rögzítve volt Stockholmban, 1992 március és április között. Kivéve a "Cinnamon Street" melyet utólag vettek fel a Medley Stúdióban Koppenhágában július 6-án. Az album 2. kimásolt kislemezét a Queen of Rain című dalt 1990. júliusában rögzítették Stockholmban, a Joyride album felvételei közben, melyet eredetileg az album záró dalának szántak, de később a "Perfect Day" mellett döntöttek. A "Things Will Never Be the Same" című dal hangeffektjei hallgatóak a "Queen of Rain" című dal bevezetőjében is. A 2011-es Charm School és "Tourism" című albumok az egyetlen olyan lemezek voltak, melyre Marie Fredriksson nem írt dalt, mivel 4. svéd nyelvű szólóalbumát a "Den ständiga resan" című albumára összepontosított. Az albumot a Tourism megjelenése után 5 héttel dobták piacra.

## Kritikák
| Értékelések          |           |
| Értékelő             | Értékelés |
| AllMusic             | [ 1 ]     |
| Los Angeles Times    | [ 2 ]     |
| Billboard            | pozitív   |
| Entertainment Weekly | B-        |

Az album megjelenésekor általában pozitív kritikákkal értékelték az albumot. A Billboard szerint aki megalkotta az albumot, elhagyta a múltbéli munka csillogását. Bryan Buss az AllMusictól pozitívan értékelte az albumot, mondván, a fellépések során rögzített dalok abszolút felemelőek, még a stúdióban rögzített felvételek előnyeivel szemben is. Dicsérte az "It Must Have Been" című dal új változatát, mondván, 45000 chilei rajongó énekli a dalt, melynek igazán nagy hatása van.
Dennis Hunt, a Los Angeles Timestól helytelenül azt állította, hogy az album csak öt dalt tartalmaz, azonban dicsérte Fredriksson énekét, mivel korábban alulértékelte énekesi tehetségét, de azt állította, hogy az album nagyon jó, és kiemelkedő.

## Sikerek
Az album nem volt olyan sikeres, mint korábbi stúdióalbumaik, azonban az albumból több mint 6 millió példány kelt el. Az album nem volt olyan áttörő sikerű az Egyesült Államokban, így a Billboard 200-as listán a 117. helyig sikerült jutnia. A Joyride a 12. helyezett volt. Az albumból 2005. augusztus óta 273 000 példányt sikerült értékesíteni. A Kanadai RPM albumlistán a 18. helyezett volt az album, és platina státuszt kapott a 100 000 eladott példányszám alapján.
Az album Európában sikeresebbnek bizonyult. 1992. szeptemberében négy egymást követő héten az Eurochart Top 100-as albumlistán első helyezett volt.  Svédországban az album két hétig volt listaelső, és háromszoros platina helyezést nyert el a 300 000 eladott példányszám alapján. Az album Finnországban, és Norvégiában is első helyezett volt. Németországban öt egymást követő héten az első helyezett volt a német albumlistán, és a Bundesverband Musikindustrie arany helyezéssel jutalmazta a 750 000 példányszámot meghaladó eladást. Az album mindkét brit albumlistán az első helyen debütált, azonban maga mögé szorította Mike Oldfield "Tubular Bels II" című albuma. Így is 17 hétig volt slágerlistás helyezés, és a BPI 1992-ben arannyal fejezte ki a több mint 100 000 eladott példányszám alapján.

## Számlista
Az összes dalszöveg szerzője Per Gessle, kivéve a "So Far Away" címűt, melyet Gessle és Hasse Huss írt.; az összes szám szerzője Az összes dalt Gessle írta, kivéve a "Queen of Rain" címűt, melyet Gessle és Mats MP Persson írtak. A "Hotblooded" című dalt Marie Fredriksson és Gessle írták..
| Tourism: Songs from Studios, Stages, Hotelrooms & Other Strange Places (Eredeti megjelenés) | Tourism: Songs from Studios, Stages, Hotelrooms & Other Strange Places (Eredeti megjelenés) | Tourism: Songs from Studios, Stages, Hotelrooms & Other Strange Places (Eredeti megjelenés)                            | Tourism: Songs from Studios, Stages, Hotelrooms & Other Strange Places (Eredeti megjelenés) | Tourism: Songs from Studios, Stages, Hotelrooms & Other Strange Places (Eredeti megjelenés) | Tourism: Songs from Studios, Stages, Hotelrooms & Other Strange Places (Eredeti megjelenés) | Tourism: Songs from Studios, Stages, Hotelrooms & Other Strange Places (Eredeti megjelenés) | Tourism: Songs from Studios, Stages, Hotelrooms & Other Strange Places (Eredeti megjelenés) | Tourism: Songs from Studios, Stages, Hotelrooms & Other Strange Places (Eredeti megjelenés) | Tourism: Songs from Studios, Stages, Hotelrooms & Other Strange Places (Eredeti megjelenés) |
| #                                                                                           | Cím                                                                                         | Felvételek | Hossz                                                                                       |                                                                                             |                                                                                             |                                                                                             |                                                                                             |                                                                                             |                                                                                             |
| ------------------------------------------------------------------------------------------- | ------------------------------------------------------------------------------------------- | --- | ------------------------------------------------------------------------------------------- | ------------------------------------------------------------------------------------------- | ------------------------------------------------------------------------------------------- | ------------------------------------------------------------------------------------------- | ------------------------------------------------------------------------------------------- | ------------------------------------------------------------------------------------------- | ------------------------------------------------------------------------------------------- |
| 1.                                                                                          | How Do You Do!                                                                              | Tits & Ass Studio, Halmstad (1992 április); EMI Studios, Stockholm (May 1992)                                          | 3:09                                                                                        |                                                                                             |                                                                                             |                                                                                             |                                                                                             |                                                                                             |                                                                                             |
| 2.                                                                                          | Fingertips                                                                                  | Nas Nuvens Studio, Rio de Janeiro (1992 május)                                                                         | 3:33                                                                                        |                                                                                             |                                                                                             |                                                                                             |                                                                                             |                                                                                             |                                                                                             |
| 3.                                                                                          | The Look (Live)                                                                             | Sydney Entertainment Centre, Sydney (1991.december 13.)                                                                | 5:32                                                                                        |                                                                                             |                                                                                             |                                                                                             |                                                                                             |                                                                                             |                                                                                             |
| 4.                                                                                          | The Heart Shaped Sea                                                                        | Ocean Way Recording, Los Angeles (1992 március)                                                                        | 4:32                                                                                        |                                                                                             |                                                                                             |                                                                                             |                                                                                             |                                                                                             |                                                                                             |
| 5.                                                                                          | The Rain                                                                                    | EMI Studios, Stockholm (1992 június)                                                                                   | 4:49                                                                                        |                                                                                             |                                                                                             |                                                                                             |                                                                                             |                                                                                             |                                                                                             |
| 6.                                                                                          | Keep Me Waiting                                                                             | EMI Studios, Stockholm (1992 május)                                                                                    | 3:15                                                                                        |                                                                                             |                                                                                             |                                                                                             |                                                                                             |                                                                                             |                                                                                             |
| 7.                                                                                          | It Must Have Been Love                                                                      | San Carlos Stadium, Santiago (live intro: 1992. április 25.); Ocean Way Recording, LA (studió felvétel: 1992. március) | 7:05                                                                                        |                                                                                             |                                                                                             |                                                                                             |                                                                                             |                                                                                             |                                                                                             |
| 8.                                                                                          | Cinnamon Street                                                                             | EMI Studios, Stockholm (1992 április); Medley Studios, Copenhagen (6 July 1992)                                        | 5:00                                                                                        |                                                                                             |                                                                                             |                                                                                             |                                                                                             |                                                                                             |                                                                                             |
| 9.                                                                                          | Never Is a Long Time                                                                        | The 150 Nightclub, São Paulo (1992. május 16.)                                                                         | 3:46                                                                                        |                                                                                             |                                                                                             |                                                                                             |                                                                                             |                                                                                             |                                                                                             |
| 10.                                                                                         | Silver Blue                                                                                 | EMI Studios, Stockholm (1987. szeptember, 1988. május és 1992. április)                                                | 4:06                                                                                        |                                                                                             |                                                                                             |                                                                                             |                                                                                             |                                                                                             |                                                                                             |
| 11.                                                                                         | Here Comes the Weekend                                                                      | Room 603, Alvear Palace Hotel, Buenos Aires (1992. május 4.)                                                           | 4:10                                                                                        |                                                                                             |                                                                                             |                                                                                             |                                                                                             |                                                                                             |                                                                                             |
| 12.                                                                                         | So Far Away                                                                                 | Room 603, Alvear Palace Hotel, Buenos Aires (1992. május 4.)                                                           | 4:02                                                                                        |                                                                                             |                                                                                             |                                                                                             |                                                                                             |                                                                                             |                                                                                             |
| 13.                                                                                         | Come Back (Before You Leave)                                                                | EMI Studios, Stockholm (1990. április és május)                                                                        | 4:40                                                                                        |                                                                                             |                                                                                             |                                                                                             |                                                                                             |                                                                                             |                                                                                             |
| 14.                                                                                         | Things Will Never Be the Same (Live)                                                        | Hallenstadion, Zürich (1991 november)                                                                                  | 3:12                                                                                        |                                                                                             |                                                                                             |                                                                                             |                                                                                             |                                                                                             |                                                                                             |
| 15.                                                                                         | Joyride (Live)                                                                              | Sydney Entertainment Centre, Sydney (1991. december 13.)                                                               | 4:48                                                                                        |                                                                                             |                                                                                             |                                                                                             |                                                                                             |                                                                                             |                                                                                             |
| 16.                                                                                         | Queen of Rain                                                                               | EMI Studios, Stockholm (1990. június)                                                                                  | 4:50                                                                                        |                                                                                             |                                                                                             |                                                                                             |                                                                                             |                                                                                             |                                                                                             |
| 70:37                                                                                       |                                                                                             | |                                                                                             |                                                                                             |                                                                                             |                                                                                             |                                                                                             |                                                                                             |                                                                                             |

| Tourism – 2009 reissue (CD bonus tracks) | Tourism – 2009 reissue (CD bonus tracks) | Tourism – 2009 reissue (CD bonus tracks) | Tourism – 2009 reissue (CD bonus tracks) | Tourism – 2009 reissue (CD bonus tracks) | Tourism – 2009 reissue (CD bonus tracks) | Tourism – 2009 reissue (CD bonus tracks) | Tourism – 2009 reissue (CD bonus tracks) | Tourism – 2009 reissue (CD bonus tracks) | Tourism – 2009 reissue (CD bonus tracks) |
| #                                        | Cím                                      | Hossz                                    |                                          |                                          |                                          |                                          |                                          |                                          |                                          |
| ---------------------------------------- | ---------------------------------------- | ---------------------------------------- | ---------------------------------------- | ---------------------------------------- | ---------------------------------------- | ---------------------------------------- | ---------------------------------------- | ---------------------------------------- | ---------------------------------------- |
| 17.                                      | Fingertips '93 (single version)          | 3:40                                     |                                          |                                          |                                          |                                          |                                          |                                          |                                          |
| 18.                                      | 2 Cinnamon Street                        | 5:06                                     |                                          |                                          |                                          |                                          |                                          |                                          |                                          |
| 79:23                                    |                                          |                                          |                                          |                                          |                                          |                                          |                                          |                                          |                                          |

| Tourism – 2009 reissue (iTunes bonus tracks) | Tourism – 2009 reissue (iTunes bonus tracks)                                                                | Tourism – 2009 reissue (iTunes bonus tracks) | Tourism – 2009 reissue (iTunes bonus tracks) | Tourism – 2009 reissue (iTunes bonus tracks) | Tourism – 2009 reissue (iTunes bonus tracks) | Tourism – 2009 reissue (iTunes bonus tracks) | Tourism – 2009 reissue (iTunes bonus tracks) | Tourism – 2009 reissue (iTunes bonus tracks) | Tourism – 2009 reissue (iTunes bonus tracks) |
| #                                            | Cím | Hossz                                        |                                              |                                              |                                              |                                              |                                              |                                              |                                              |
| -------------------------------------------- | --- | -------------------------------------------- | -------------------------------------------- | -------------------------------------------- | -------------------------------------------- | -------------------------------------------- | -------------------------------------------- | -------------------------------------------- | -------------------------------------------- |
| 19.                                          | Fading Like a Flower (Every Time You Leave) (Live from the Sydney Entertainment Centre on 13 December 1991) | 4:09                                         |                                              |                                              |                                              |                                              |                                              |                                              |                                              |
| 20.                                          | Paint (Live from the Sydney Entertainment Centre on 13 December 1991)                                       | 3:34                                         |                                              |                                              |                                              |                                              |                                              |                                              |                                              |
| 21.                                          | It Must Have Been Love (Live from the Sydney Entertainment Centre on 13 December 1991)                      | 5:29                                         |                                              |                                              |                                              |                                              |                                              |                                              |                                              |
| 22.                                          | Dressed for Success (Live from the Sydney Entertainment Centre on 13 December 1991)                         | 4:46                                         |                                              |                                              |                                              |                                              |                                              |                                              |                                              |
| 23.                                          | Hotblooded (Live from the Sydney Entertainment Centre on 13 December 1991)                                  | 3:54                                         |                                              |                                              |                                              |                                              |                                              |                                              |                                              |
| 101:15                                       | |                                              |                                              |                                              |                                              |                                              |                                              |                                              |                                              |

## Slágerlista
| Slágerlista(1992)                    | Legjobb helyezések |
| ------------------------------------ | ------------------ |
| Ausztrália (ARIA)                    | 3                  |
| Ausztria (Ö3 Austria)                | 2                  |
| Kanada (RPM)                         | 18                 |
| Hollandia (Album Top 100)            | 2                  |
| European Albums (Billboard)          | 1                  |
| Finnország (Suomen virallinen lista) | 1                  |
| Németország (Offizielle Top 100)     | 1                  |
| Magyarország (MAHASZ)                | 4                  |
| Olaszország (FIMI)                   | 10                 |
| Japán (Oricon)                       | 13                 |
| Új-Zéland (RMNZ)                     | 27                 |
| Norvégia (VG-lista)                  | 1                  |
| Spanyolország (Promúsicae)           | 5                  |
| Svédország (Sverigetopplistan)       | 1                  |
| Svájc (Schweizer Hitparade)          | 1                  |
| Egyesült Királyság (OCC)             | 2                  |
| Egyesült Államok (Billboard) 200     | 117                |

| Slágerlista (1992)          | Helyezések |
| --------------------------- | ---------- |
| Ausztrália (ARIA)           | 40         |
| Ausztria (Ö3 Austria)       | 30         |
| Európa (Music & Media)      | 21         |
| Németország (GfK)           | 22         |
| Olaszország (FIMI)          | 67         |
| Svájc (Schweizer Hitparade) | 29         |

### Minősítések
| Ország                           | Minősítés  | Eladások  |
| -------------------------------- | ---------- | --------- |
| Ausztrália ARIA                  | platina    | 70 000    |
| Ausztria (IFPI Austria)          | platina    | 50 000    |
| Németország (BVMI)               | 3x platina | 750 000   |
| Egyesült Királyság (BPI)         | 2x platina | 600 000   |
| Finnország (Musiikkituottajat)   | arany      | 43.423    |
| Hollandia (NVPI)                 | platina    | 100 000   |
| Spanyolország (PROMUSICAE)       | platina    | 100 000   |
| Svédország (GLF)                 | 3x platina | 300 000   |
| Svájc (IFPI) Svájc               | platina    | 50 000    |
| Amerikai Egyesült Államok (RIAA) |            | 273 000   |
| Kanada (Music Canada)            | platina    | 100 000   |
| Világszerte                      |            | 6 000 000 |